# 김홍희 (사진가)
김홍희(1959년 1월 9일~)는 대한민국의 사진가이다.
1985년에 일본에 유학을 떠나 도쿄 비주얼 아트에서 사진언론을 전공을 졸업하고 귀국하여 활동하기 시작했다. 문예진흥원 선정 한국의 예술가 28선, 니콘 선정 세계의 사진가 20인, 한국 이미지 메이커 500인으로 선정되었다. 기장군 인터넷 미술관 관장, 네이버 포토갤러리 오늘의 포토 심사위원, 동주대학교 겸임교수 등을 역임했다.

## 전시회
- 1988년 : 개인전《아와오토리 사설(寫說)》(Visual Arts Gallery, 일본 도쿄)
- 1989년
  - 개인전《동급생》(Tokyo Olympus Gallery, 일본 도쿄)
  - 개인전《동경은 따뜻한 겨울》(Shinjuku Nikon Salon, 일본 도쿄)
- 1996년 : 개인전《결혼 시말서》(리베라 백화점 갤러리, 부산)
- 1999년 : 개인전《세기말 초상》
- 2001년 : 개인전《변산》
- 2002년 : 개인전《방랑》
- 2004년 : 개인전《나는 사진이다》
- 2006년
  - 개인전《류流》
  - 개인전《푸른 방랑》
  - 개인전《몽골방랑》
- 2007년 : 개인전《아무것도 보지 못했다》
- 2012년 : 골목-시간의 통로전《골목-시간의 통로》

## 저서
- 1997년 : 《암자로 가는 길: 청산에 안겨 있는 작은 성지를 찾아서》. 좋은날. ISBN 9788986894035.(정찬주 공저)
- 1999년
  - 《세기말 초상》. 포토갤러리051. ISBN 9788995156605.
  - 《만행:하버드에서 회계사까지 1,2》
- 2000년 : 《인생은 지나간다》
- 2001년 : 《예술가로 산다는 것》
- 2002년 : 《방랑》. 마음산책. ISBN 9788989351177.(2005년에 개정판 출간)
- 2003년
  - 《인생은 작은 인연들로 아름답다》
  - 《인도기행》
  - 《사랑과 사랑을 둘라싼 것들》
  - 《대학생활 어떻게 할까》
- 2004년
  - 《대화》
  - 《편집자 분투기》
- 2005년
  - 《나는사진이다:김홍희의사진노트》. 다빈치. ISBN 9788989348726.
  - 《시간을 베다》. 모난돌. ISBN 9788958610335.
  - 《민들레 국수집의 홀씨 하나》
  - 《BUSAN 10/30-디카로 보는 부산》
  - 《방외지사 1,2》
- 2006년
  - 《나를 쳐라》
  - 《박찬욱의 오마쥬》
  - 《박찬욱의 몽타주》
  - 《비구니 산사 가는 길》
- 2007년
  - 《바닷가 절 한 채》
- 2008년
  - 《결혼 시말서(An Apology For My Married Life)》. 다빈치. ISBN 9788990985415.
  - 《김홍희 몽골방랑: 나는 아무것도 보지 못했다》. 예담출판사. ISBN 9788959133307.
  - 《My Photographs, My Voice》
  - 《서울, 1964년 겨울》
- 2009년
  - 《아무 것도 보지 못했다》. 다빈치. ISBN 9788990985620.

## 수상 이력
- 2000년
  - 한국 이미지 메이커 500인 선정
  - 한국의 예술선 2000 선정
- 2008년 : 니콘 선정 세계의 사진작가 20인